# Syzygium glomeratum
Syzygium glomeratum är en myrtenväxtart som först beskrevs av Jean-Baptiste de Lamarck, och fick sitt nu gällande namn av Dc.. Syzygium glomeratum ingår i släktet Syzygium och familjen myrtenväxter.
Artens utbredningsområde är Mauritius. Inga underarter finns listade i Catalogue of Life.